# Traité de Schönbrunn (1805)
Pour l’article homonyme, voir Traité de Schönbrunn (1809).
Le traité de Schönbrunn (orthographié à l'époque Schœnbrun) fut signé au palais de Schönbrunn entre l'Empire français et le Royaume de Prusse le 14 octobre 1809.
La Prusse reçut la permission de la France d'annexer l'électorat de Hanovre mais céda Ansbach à la Bavière et la principauté de Neuchâtel à la France ainsi que Bayreuth et le duché de Clèves. La Prusse promit en outre de fermer ses ports aux navires britanniques.